# United States Army Aviation Museum
Le United States Army Aviation Museum est un musée aéronautique de la United States Army Aviation Branch situé à Fort Novosel (appelé « Fort Rucker » jusqu'en 2023) près de Daleville, Alabama.

## Collection

### Aéronefs exposés
- Wright Model B (réplique)

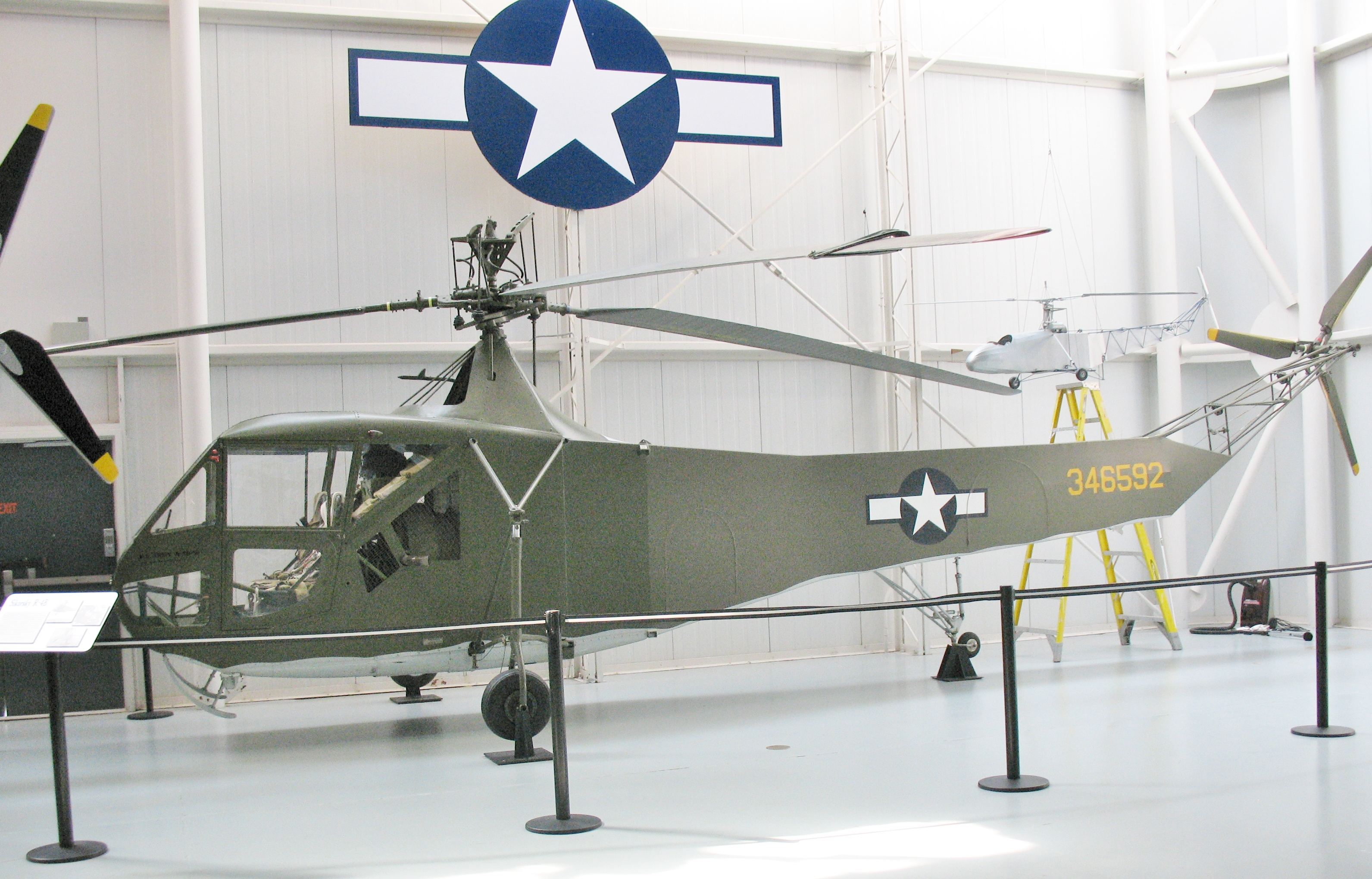
Sikorsky R-4B.

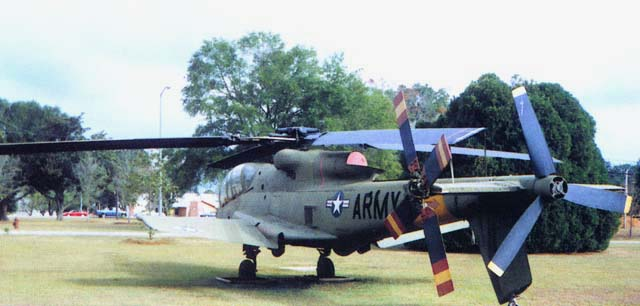
AH-56A Cheyenne.

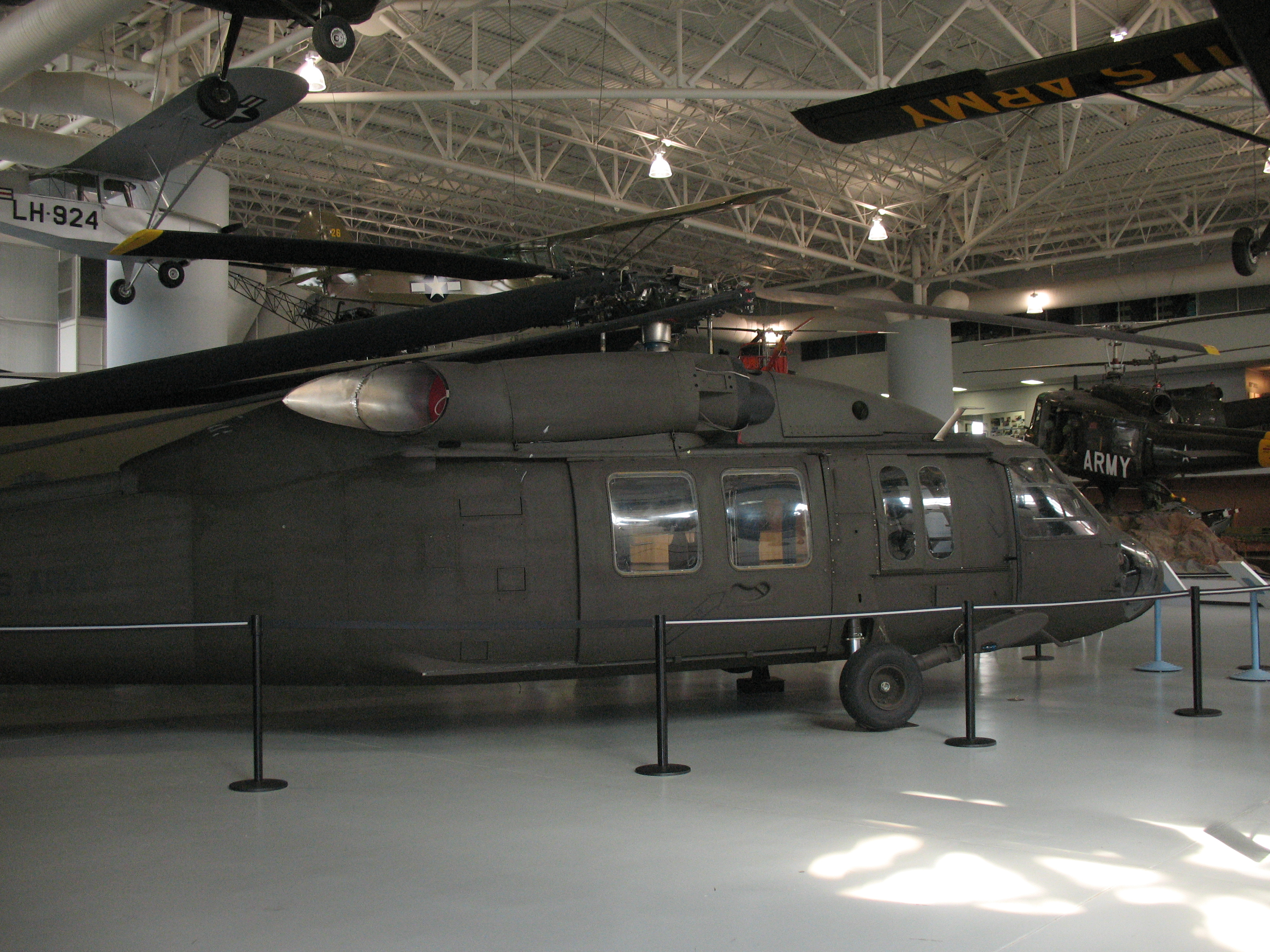
UH-60 Blackhawk.

- Boeing AH-64 Apache de l'opération Desert Storm
- Bell AH-1G et AH-1S Cobra
- Sikorsky H-19D Chickasaw
- Piasecki CH-21C Shawnee
- Sikorsky CH-37B Mojave
- Boeing-Vertol CH-47A Chinook
- Sikorsky CH-54A Tarhe
- H-23A Raven
- H-25A Army Mule
- Bell OH-13C et OH-13E Sioux
- OH-23B Raven
- Bell OH-58 Kiowa
- Hughes OH-6 Cayuse (2 exemplaires)
- Sikorsky R-4B Hoverfly I
- R-5 Dragonfly (2 exemplaires)
- Sikorsky R-6A Hoverfly II
- Bell TH-13T Sioux
- Hughes TH-55 Osage
- Bell UH-1B Iroquois (Huey) (2 exemplaires)
- UH-1H Iroquois
- YUH-1D/H Iroquois
- VH-34A Army One
- AH-56A Cheyenne
- YAH-64A Apache
- YUH-60 Black Hawk
- Sikorsky-Boeing SB-1 Defiant[1].
- Nieuport 28 C.1
- Royal Aircraft Factory BE-2C
- Sopwith F.1 Camel (réplique)
- Piper J-3 Cub
- Curtiss JN-4D Jenny
- Aeronca L-16A Champ
- Cessna L-19A Bird dog
- Taylorcraft L-2A Grasshopper
- Piper L-4B Cub
- Grumman OV-1B Mohawk
- Curtiss SE-5A
- de Havilland Canada U-1A Otter
- de Havilland Canada YC-7A Caribou
- de Havilland Canada YU-6A Beaver

### Autres aéronefs remarquables
- Sikorsky S-72 Rotor Systems Research Aircraft (RSRA)
- McDonnell XV-1 Convertiplane
- Ryan XV-5B Vertifan
- Hawker XV-6A Kestrel
- Ryan VZ-3RY Vertiplane (en)
- YH-41A Seneca (en)
- Curtiss-Wright VZ-7